# برامشتدت
برامشتدت (به آلمانی: Bramstedt) یک منطقهٔ مسکونی در آلمان است که در Hagen im Bremischen واقع شده‌است.
 برامشتدت  ۱٬۸۹۲ نفر جمعیت دارد.